# Bolsjoj Yllymach
De Bolsjoj Yllymach (Russisch: Большой Ыллымах) is een 150-kilometer lange linkerzijrivier van de Timpton, gelegen in de Russische autonome republiek Jakoetië, in Oost-Siberië.
De rivier ontstaat door de samenvloeiing van de Levy Yllymach en Pravy Yllymach (linker- en rechter-Yllymach) op de Tommotrug in het Hoogland van Aldan, in het zuidoosten van Jakoetië.
De rivier telt 19 zijrivieren van 10 kilometer en langer waarvan de belangrijkste de Pravy Yllymach (64 km) is aan rechterzijde. De rivier is bevroren van de tweede helft van oktober tot midden mei.